# Rothmühle (Königsdorf)
Rothmühle ist ein Ortsteil der Gemeinde Königsdorf im oberbayerischen Landkreis Bad Tölz-Wolfratshausen. Der Weiler liegt circa zweieinhalb Kilometer nordöstlich von Königsdorf.

## Obere Rothmühle
Das Gelände der ehemaligen Oberen Rothmühle wurde von 1936 bis 1945 von der Hitlerjugend als sogenanntes Hochlandlager genutzt. Nach dem Ende des Zweiten Weltkriegs wurde das Lager aufgelöst und dem DP-Lager Föhrenwald angegliedert. 
Heute befindet sich auf dem Gelände die Jugendsiedlung Hochland, eine Jugendbildungsstätte des Bezirks Oberbayern.